# Scammell Crusader

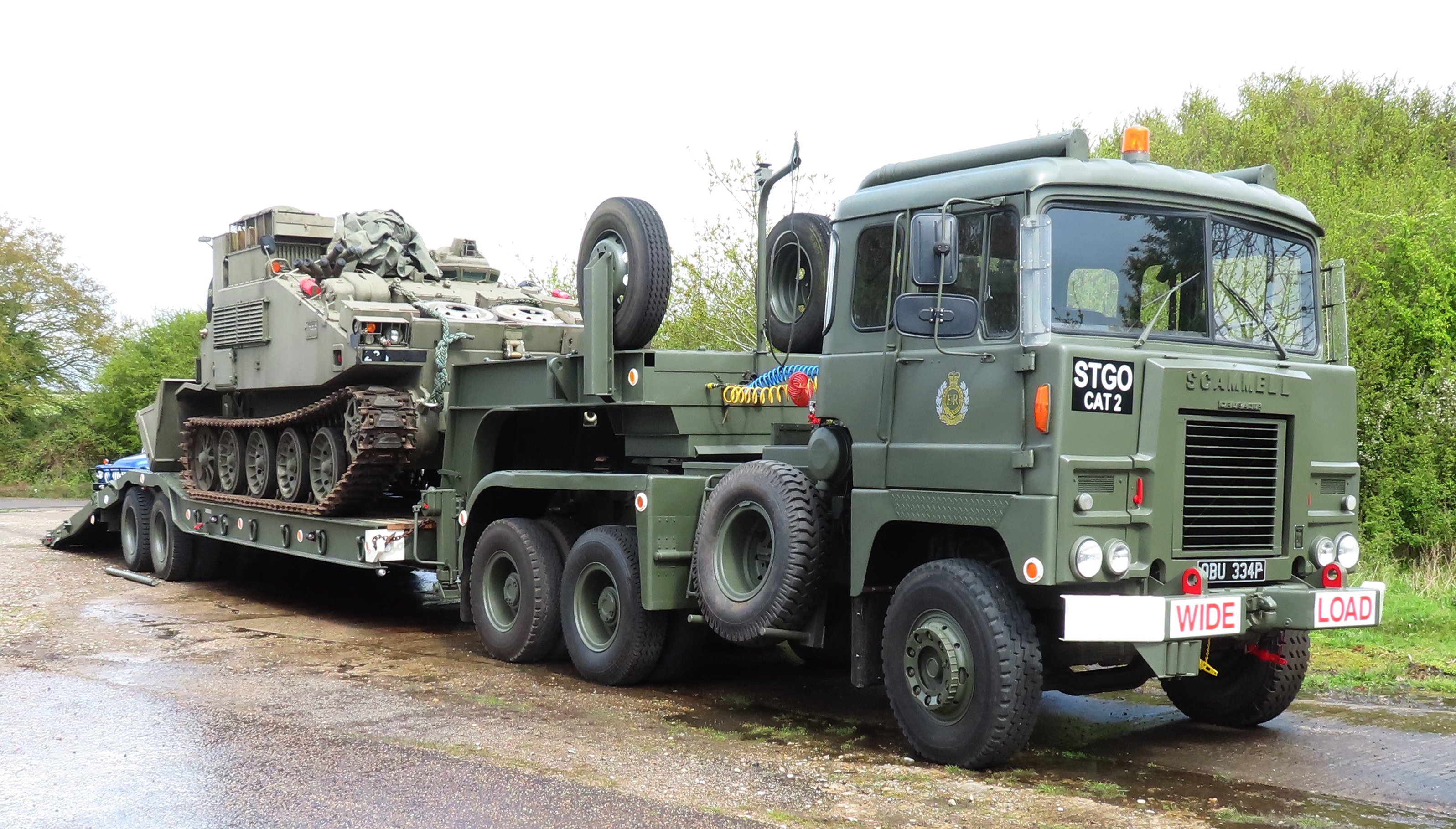
Scammell Crusader (6x4)

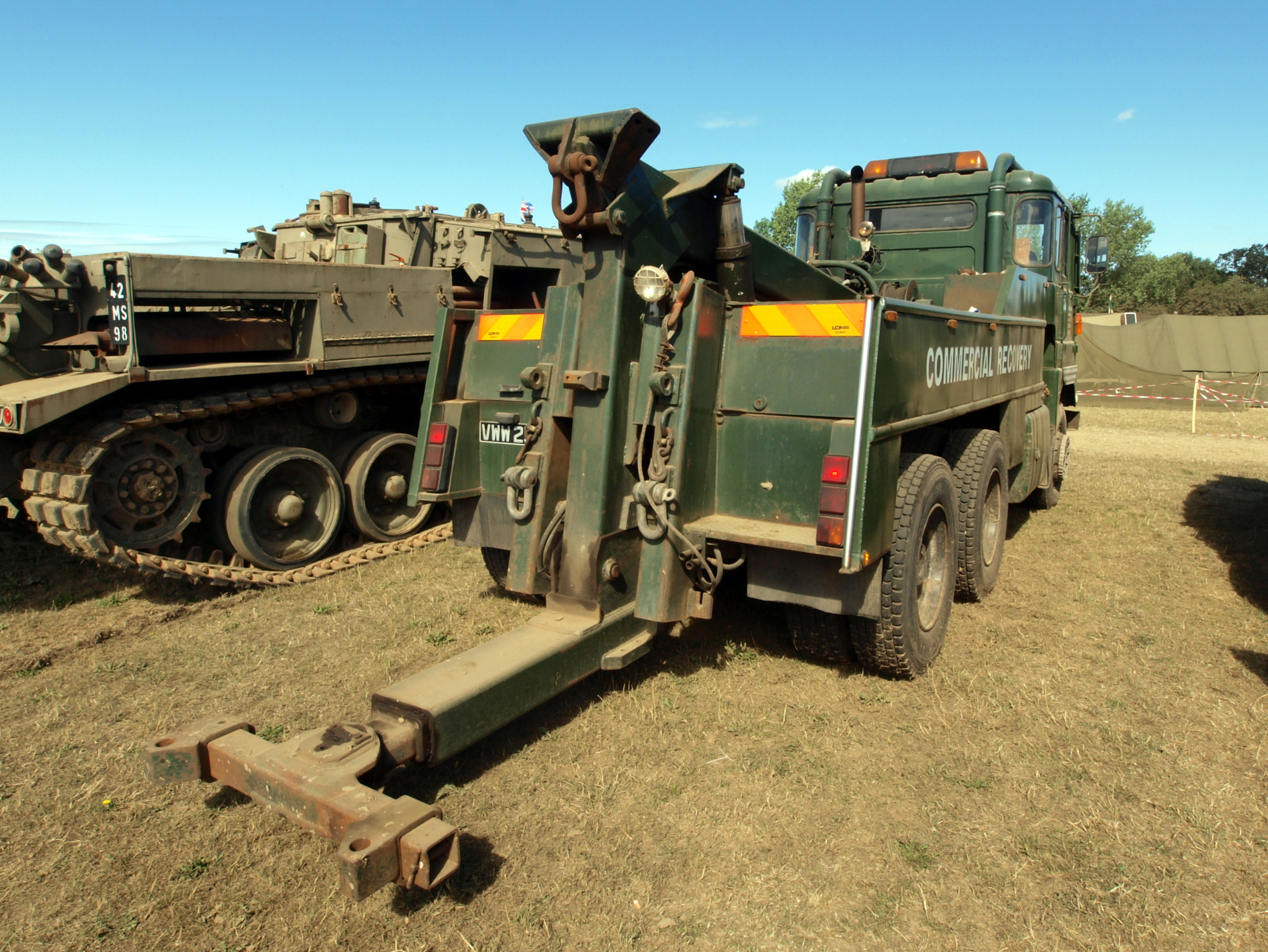
Bergingsvoertuig (6x4)

De Scammell Crusader was een trekker geschikt voor zeer zwaar transport van tanks die door Scammell Lorries werd vervaardigd voor de logistieke dienst van het Britse leger.

## Geschiedenis
In 1964 werd de wetgeving voor vrachtwagens in Engeland aangepast. Het werd toegestaan om met zwaardere voertuigen op de weg te komen en dit bood fabrikanten de mogelijkheid trekkers en vrachtwagens te ontwikkelen die aan de nieuwe voorwaarden konden voldoen. Scammell was sinds 1951 onderdeel van de Leyland Group en begon aan de ontwikkeling van een nieuw en zwaarder model. De voertuigen werden ook verkocht als Leyland Crusader.
De eerste Scammell Crusader rolde in augustus 1968 uit de fabriek. De vrachtwagens waren beschikbaar als 4x2, 6x4 en 8x4 versies. De 6x4 werd al eerste op de markt gebracht en deze werden gebruikt als trekkers, maar ook als basis voor betonmixers, kiepwagens en bergingsvoertuigen.
Het voertuig werd uitgerust met diverse motoren, de Detroit G8V71 tweetaktdieselmotor werd aanvankelijk veel gebruik, maar deze maakte plaats voor de Rolls-Royce Eagle 220 en 280 dieselmotoren.

## Militaire versies
Het Britse leger bestelde ook ruim 500 van deze voertuigen.

### Trekker, twee versies
Het Britse leger heeft drie versies besteld, een versie voor lichte lasten tot 20 ton met een bestuurderscabine met twee zitplaatsen en een zwaardere versie voor lasten tot 35 ton met een cabine voor vier personen. Deze laatste versie is ook in gebruik gekomen als bergingsvoertuig. Al deze versies hadden zes wielen waarvan vier met aandrijving (6x4).
Het voertuig kent een standaardindeling met de motor in de cabine en achteraan de koppelschotel voor de oplegger. De cabine biedt plaats aan een chauffeur en commandant of bij de zwaardere versie aan vier personen.
Beide versies lijken veel op elkaar en zijn uitgerust met dezelfde motor, een zescilinder Rolls-Royce turbo dieselmotor met een vermogen van 305 pk bij 2100 toerenmin. De cilinderinhoud is 12,2 liter. Het verschil tussen de twee zit vooral in de versnellingsbak, de lichte versie heeft negen versnellingen vooruit en de zware vijftien. Voor de lichte versie ligt de maximum snelheid op 85 km/h, maar voor de zware versie is dit 66 km/h. De brandstoftank heeft een capaciteit van 318 liter, maar de zwaardere versie kan tot 455 liter meevoeren.  Beide versies hebben daarmee een bereik van 500 kilometer. Alleen de zware versie is voorzien van een lier om zware ladingen op de oplegger te trekken. De capaciteit van de lier is acht ton. 

### Bergingsvoertuig
In 1977 besteld het leger 130 Scammell Crusaders als bergingsvoertuig en de Royal Air Force (RAF) bestelde er ook twee. Ze hebben dezelfde cabine, motor en versnellingsbak als de zware trekker versie. Het kan voertuigen bergen tot 16 ton.